# Bryan Mbeumo
Bryan Tetsadong Marceau Mbeumo (Avallon, 7 agosto 1999) è un calciatore francese naturalizzato camerunese, centrocampista o attaccante del Manchester Utd e della nazionale camerunese.

## Caratteristiche tecniche
Ala destra molto rapida ed esplosiva, può giocare anche come trequartista ma è come esterno offensivo che esalta al meglio la sua velocità, la sua fantasia e la sua ottima tecnica, mancino.
Risulta spesso decisivo nei calci piazzati e nella trasformazione dei calci di rigore.

## Carriera

### Club

#### Gli inizi, Troyes
Cresciuto nel settore giovanile della Troyes, ha esordito in prima squadra il 17 febbraio 2018 in occasione del match di Ligue 1 vinto 1-0 contro il Metz.
Segna la sua prima rete in carriera il 28 agosto successivo nel match di Coupe de la Ligue vinto 3-1 contro il Clermont Foot. Conclude la sua esperienza francese con 12 reti in 46 partite.

#### Brentford
Il 5 agosto 2019, passa per 6,5 milioni di euro al Brentford. Esordisce con la nuova squadra, cinque giorni più tardi, subentrando nella seconda giornata di campionato contro il Middlesbrough, vinta per 1-0. Segna la sua prima rete con il club, il 31 agosto al Griffin Park nel match contro il Derby County, vinto per 3-0 dove fornisce anche un assist. Conclude la sua prima stagione con le Bees mettendo a segno 16 reti in 47 presenze totali. Nella stagione successiva, mette a segno 8 reti e 13 assist in 49 partite, riuscendo a conquistare la promozione dopo la vittoria dei Play-off.
Nel 2021-2022, la prima in Premier League, riesce a totalizzare 38 presenze con 8 gol e 7 assist, riuscendo a segnare la sua prima tripletta in carriera l'8 gennaio 2022 nel terzo turno di Fa Cup contro il Port Vale (4-1). L'annata successiva si migliora, riuscendo a mettere a segno 9 reti con 8 assist in 39 presenze totali.
Il 13 agosto 2023 segna il suo primo goal stagionale su calcio di rigore nel pareggio per 2-2 contro il Tottenham. Continua a mantenere un'ottima media realizzativa con 9 goal e 7 assist in 25 presenze di Premier League.

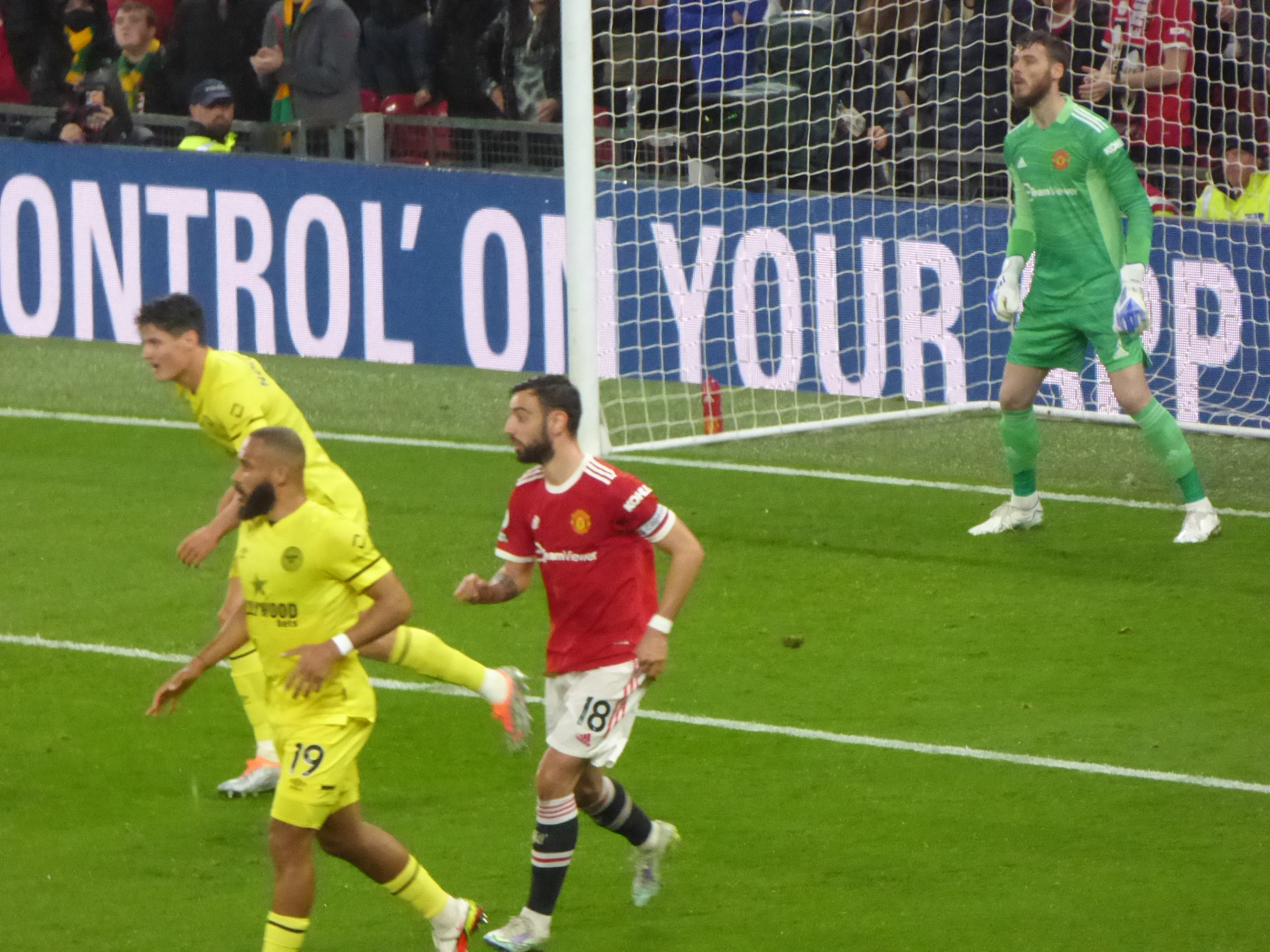
Bryan Mbeumo (maglia numero 19) in campo contro il Manchester United

Il 18 agosto 2024 segna il primo goal stagionale nella vittoria per 2-1 contro il Crystal Palace. Il 31 agosto successivo realizza una doppietta nella vittoria per 3-1 contro il Southampton. Il 21 settembre segna dopo un solo minuto di gioco nella trasferta persa per 3-1 contro il Tottenham. Una settimana dopo si ripete con un goal dopo un minuto di gioco nel pareggio contro il West Ham per 1-1. Il 5 ottobre trasforma un calcio di rigore nella vittoria a suon di gol per 5-3 contro il Wolves. Il 26 ottobre successivo mette a segno un'altra doppietta nella vittoria per 4-3 contro l'Ipswich Town. Torna decisivo con un goal nei big match contro Newcastle, Chelsea e Arsenal superando facilmente la doppia cifra in termini di goal. Il 4 gennaio 2025 mette a segno una doppietta nella vittoria in trasferta per 0-5 contro il Southampton. Il 26 gennaio sblocca su calcio di rigore la vittoria in trasferta per 1-2 contro il Crystal Palace. Il 21 febbraio seguente segna un goal su contropiede nella vittoria in trasferta per 0-4 in casa del Leicester City. Il 2 aprile segna su calcio di rigore nella sconfitta in trasferta per 2-1 in casa del Newcastle. Il 19 aprile mette a segno un'ulteriore doppietta nella vittoria per 4-2 contro il Brighton, raggiungendo i 18 goal in Premier League e venendo nominato tra i possibili candidati al premio di miglior giocatore della stagione. conclude la sua esperienza con il Brentford dopo aver collezionato 242 presenze e 70 reti. La sua è stata la cessione più alta nella storia delle Bees fino a quel momento.

#### Manchester Utd
Il 21 luglio 2025 viene acquistato per 71 milioni di sterline pari a 82 milioni di euro, bonus compresi, dal Manchester United, con cui sottoscrive un accordo fino al 30 giugno 2030.

### Nazionale
Dopo aver vestito le maglie della Nazionale francese Under-17, Under-20 ed Under-21, nel 2022 richiede ed ottiene la cittadinanza camerunense.
Debutta con la Nazionale camerunense il 23 settembre 2022, in un'amichevole persa per 2-0 contro l'Uzbekistan, dove gioca l'intera partita. Viene convocato per i successivi Mondiali in Qatar, dove gioca tutte e tre le partite del girone da titolare, salvo essere subito eliminati. Segna il suo primo gol in nazionale il 10 giugno 2023, nell'amichevole pareggiata per 2-2 contro il Messico.

## Statistiche

### Presenze e reti nei club
Statistiche aggiornate al 21 luglio 2025.
| Stagione         | Squadra          | Campionato       | Campionato | Campionato | Coppe nazionali | Coppe nazionali | Coppe nazionali | Coppe continentali | Coppe continentali | Coppe continentali | Altre coppe | Altre coppe | Altre coppe | Totale | Totale | Totale |
| Stagione         | Squadra          | Comp             | Pres       | Reti       | Comp            | Pres            | Reti            | Comp               | Pres               | Reti               | Comp        | Pres        | Reti        | Pres   | Reti   |        |
| ---------------- | ---------------- | ---------------- | ---------- | ---------- | --------------- | --------------- | --------------- | ------------------ | ------------------ | ------------------ | ----------- | ----------- | ----------- | ------ | ------ | ------ |
| 2017-2018        | Troyes           | L1               | 4          | 0          | CF+CdL          | -               | -               | -                  | -                  | -                  | -           | -           | -           | 4      | 0      |        |
| 2018-2019        | Troyes           | L2               | 35+1       | 10         | CF+CdL          | 1+3             | 0+1             | -                  | -                  | -                  | -           | -           | -           | 40     | 11     |        |
| lug.-ago. 2019   | Troyes           | L2               | 2          | 1          | CF+CdL          | -               | -               | -                  | -                  | -                  | -           | -           | -           | 2      | 1      |        |
| Totale Troyes    | Totale Troyes    | Totale Troyes    | 41+1       | 11         |                 | 4               | 1               |                    | -                  | -                  |             | -           | -           | 46     | 12     |        |
| ago. 2019-2020   | Brentford        | FLC              | 42+3       | 15+1       | FACup+CdL       | 1+1             | 0               | -                  | -                  | -                  | -           | -           | -           | 47     | 16     |        |
| 2020-2021        | Brentford        | FLC              | 44+3       | 8          | FACup+CdL       | 0+2             | 0               | -                  | -                  | -                  | -           | -           | -           | 49     | 8      |        |
| 2021-2022        | Brentford        | PL               | 35         | 4          | FACup+CdL       | 1+2             | 3+1             | -                  | -                  | -                  | -           | -           | -           | 38     | 8      |        |
| 2022-2023        | Brentford        | PL               | 38         | 9          | FACup+CdL       | 0+1             | 0               | -                  | -                  | -                  | -           | -           | -           | 39     | 9      |        |
| 2023-2024        | Brentford        | PL               | 25         | 9          | FACup+CdL       | 0+2             | 0               | -                  | -                  | -                  | -           | -           | -           | 27     | 9      |        |
| 2024-2025        | Brentford        | PL               | 38         | 20         | FACup+CdL       | 1+3             | 0+0             | -                  | -                  | -                  | -           | -           | -           | 42     | 20     |        |
| Totale Brentford | Totale Brentford | Totale Brentford | 222+6      | 65+1       |                 | 14              | 4               |                    | -                  | -                  |             | -           | -           | 242    | 70     |        |
| 2025-2026        | Manchester Utd   | PL               | -          | -          | FACup+CdL       | -               | -               | -                  | -                  | -                  | -           | -           | -           | -      | -      |        |
| Totale carriera  | Totale carriera  | Totale carriera  | 271        | 77         |                 | 18              | 5               |                    | -                  | -                  |             | -           | -           | 288    | 82     |        |

### Cronologia presenze e reti in nazionale
| Cronologia completa delle presenze e delle reti in nazionale ― Camerun | Cronologia completa delle presenze e delle reti in nazionale ― Camerun | Cronologia completa delle presenze e delle reti in nazionale ― Camerun | Cronologia completa delle presenze e delle reti in nazionale ― Camerun | Cronologia completa delle presenze e delle reti in nazionale ― Camerun | Cronologia completa delle presenze e delle reti in nazionale ― Camerun | Cronologia completa delle presenze e delle reti in nazionale ― Camerun | Cronologia completa delle presenze e delle reti in nazionale ― Camerun |
| Data                                                                   | Città                                                                  | In casa                                                                | Risultato                                                              | Ospiti                                                                 | Competizione                                                           | Reti                                                                   | Note                                                                   |
| ---------------------------------------------------------------------- | ---------------------------------------------------------------------- | ---------------------------------------------------------------------- | ---------------------------------------------------------------------- | ---------------------------------------------------------------------- | ---------------------------------------------------------------------- | ---------------------------------------------------------------------- | ---------------------------------------------------------------------- |
| 23-9-2022                                                              | Goyang                                                                 | Uzbekistan                                                             | 2 – 0                                                                  | Camerun                                                                | Amichevole                                                             | -                                                                      |                                                                        |
| 27-9-2022                                                              | Seul                                                                   | Corea del Sud                                                          | 1 – 0                                                                  | Camerun                                                                | Amichevole                                                             | -                                                                      |                                                                        |
| 18-11-2022                                                             | Yaoundé                                                                | Camerun                                                                | 1 – 1                                                                  | Panama                                                                 | Amichevole                                                             | -                                                                      | 69’                                                                    |
| 24-11-2022                                                             | Al Wakrah                                                              | Svizzera                                                               | 1 – 0                                                                  | Camerun                                                                | Mondiali 2022 - 1º turno                                               | -                                                                      | 81’                                                                    |
| 28-11-2022                                                             | Al Wakrah                                                              | Camerun                                                                | 3 – 3                                                                  | Serbia                                                                 | Mondiali 2022 - 1º turno                                               | -                                                                      | 81’                                                                    |
| 2-12-2022                                                              | Lusail                                                                 | Camerun                                                                | 1 – 0                                                                  | Brasile                                                                | Mondiali 2022 - 1º turno                                               | -                                                                      | 64’                                                                    |
| 24-3-2023                                                              | Yaoundé                                                                | Camerun                                                                | 1 – 1                                                                  | Namibia                                                                | Qual. Coppa d'Africa 2023                                              | -                                                                      | 71’                                                                    |
| 11-6-2023                                                              | San Diego                                                              | Messico                                                                | 2 – 2                                                                  | Camerun                                                                | Amichevole                                                             | 1                                                                      | 87’                                                                    |
| 12-9-2023                                                              | Garoua                                                                 | Camerun                                                                | 3 – 0                                                                  | Burundi                                                                | Qual. Coppa d'Africa 2023                                              | 1                                                                      | 75’ 90’                                                                |
| 12-10-2023                                                             | Mosca                                                                  | Russia                                                                 | 1 – 0                                                                  | Camerun                                                                | Amichevole                                                             | -                                                                      | 77’                                                                    |
| 16-10-2023                                                             | Lens                                                                   | Senegal                                                                | 1 – 0                                                                  | Camerun                                                                | Amichevole                                                             | -                                                                      | 25’                                                                    |
| 17-11-2023                                                             | Douala                                                                 | Camerun                                                                | 3 – 0                                                                  | Mauritius                                                              | Qual. Mondiali 2026                                                    | 1                                                                      |                                                                        |
| 21-11-2023                                                             | Benina                                                                 | Libia                                                                  | 1 – 1                                                                  | Camerun                                                                | Qual. Mondiali 2026                                                    | -                                                                      | 58’                                                                    |
| 8-6-2024                                                               | Yaoundé                                                                | Camerun                                                                | 4 – 1                                                                  | Capo Verde                                                             | Qual. Mondiali 2026                                                    | -                                                                      |                                                                        |
| 11-6-2024                                                              | Luanda                                                                 | Angola                                                                 | 1 – 1                                                                  | Camerun                                                                | Qual. Mondiali 2026                                                    | 1                                                                      |                                                                        |
| 7-9-2024                                                               | Yaoundé                                                                | Camerun                                                                | 1 – 0                                                                  | Namibia                                                                | Qual. Coppa d'Africa 2025                                              | -                                                                      |                                                                        |
| 10-9-2024                                                              | Kampala                                                                | Zimbabwe                                                               | 0 – 0                                                                  | Camerun                                                                | Qual. Coppa d'Africa 2025                                              | -                                                                      |                                                                        |
| 11-10-2024                                                             | Douala                                                                 | Camerun                                                                | 4 – 1                                                                  | Kenya                                                                  | Qual. Coppa d'Africa 2025                                              | 1                                                                      |                                                                        |
| 14-10-2024                                                             | Nairobi                                                                | Kenya                                                                  | 0 – 1                                                                  | Camerun                                                                | Qual. Coppa d'Africa 2025                                              | -                                                                      |                                                                        |
| 19-3-2025                                                              | Nelspruit                                                              | eSwatini                                                               | 0 – 0                                                                  | Camerun                                                                | Qual. Mondiali 2026                                                    | -                                                                      |                                                                        |
| 25-3-2025                                                              | Douala                                                                 | Camerun                                                                | 3 – 1                                                                  | Libia                                                                  | Qual. Mondiali 2026                                                    | 1                                                                      |                                                                        |
| Totale                                                                 |                                                                        | Presenze                                                               | 22                                                                     |                                                                        | Reti                                                                   | 6                                                                      |                                                                        |